# ماتیاس گوستافسون
ماتیاس گوستافسون (انگلیسی: Mattias Gustafsson؛ زادهٔ ۱۱ ژوئیهٔ ۱۹۷۸) بازیکن هندبال اهل سوئد است.